# Zbigniew Jan Krygowski (architekt)
Zbigniew Jan Krygowski (ur. 19 czerwca 1929 w Krakowie, zm. 23 stycznia 2003 w Rocklege) – polski architekt.

## Życiorys
Zbigniew Jan Krygowski urodził się w Krakowie 19 czerwca 1929 roku. Dzieciństwo spędził w Katowicach, gdzie ojciec prowadził przedsiębiorstwo budowlane. Po wybuchu II wojny światowej, przez Rumunię trafił do Algierii, gdzie w latach 1940–1942 przebywał w obozie dla internowanych. Po zajęciu Algierii przez aliantów, dzięki ojcu, który był żołnierzem Wojska Polskiego, został ściągnięty do Wielkiej Brytanii. W 1946 ukończył Clittonville School w Morgate. Studiował w Camberwell School of Arts and Crafts w Londynie. Do Polski wrócił w 1947 roku i podjął studia na Wydziale Architektury Akademii Górniczo-Hutniczej w Krakowie. Studia ukończył w 1952 roku.
Krygowski pracował w pracowni urbanistycznej krakowskiego urzędu miasta, m.in. przy projektowaniu dzielnicy Dębniki oraz osiedla Akacjowa. Wyjeżdżał na kontrakty dydaktyczne do Wielkiej Brytanii. W 1962 podpisał kontrakt w Syrii, gdzie zaprojektował różne budynki użyteczności publicznej i mieszkalne, m.in. budynek Wydziału Prawa Uniwersytetu w Aleppo. Wykładał również na Wydziale Architektury Uniwersytetu w Damaszku. W latach 60. XX wieku wraz z całą rodziną wyemigrował do Stanów Zjednoczonych. Został członkiem Amerykańskiego Instytutu Architektów. Pracował w Pittsburghu oraz w Grand Rapids. Był członkiem Komisji Konserwacji Zabytków i Ochrony Dziedzictwa Historycznego Grand Rapids. W latach 1983–1984 przebywał w Bahrajnie, pracując w Ministerstwie Mieszkalnictwa. Po powrocie do Ameryki uczestniczył w pracach projektowych Alexandria Holiday Resort w Egipcie. W latach 1987 i 1989 uczestniczył w Krakowskim Biennale Architektury. Zmarł w Rocklege 23 stycznia 2003 roku.

## Projekty
Krygowski odpowiadał za następujące projekty:
- plan koordynacyjny dzielnicy Dębniki w Krakowie;
- plany miast: As-Salamijja, Abu Kamal, Al-Mayadin, Maarrat an-Numan;
- plany regionów: Ouyoun al-Wadi, Kafroun oraz Hama w Syrii;
- plan zabudowy Nowego Miasta w Bahrajnie;
- centrum zabudowy Madinat Hamad w Bahrajnie;
- nadmorska dzielnica wypoczynkowa Alexandria Holiday Resort w Egipcie.